# 中真玉村
中真玉村（なかまたまむら）は、大分県西国東郡にあった村。現在の豊後高田市の一部にあたる。

## 地理
猪群山の西麓、真玉川の中下流域に位置していた。
- 海洋：周防灘[2]

## 歴史
- 1889年（明治22年）4月1日、町村制の施行により、西国東郡中真玉村が単独で村制施行し、中真玉村が発足[1][2]。大字は編成せず[2]。
- 1941年（昭和16年）4月1日、西国東郡西真玉村と合併し真玉村を新設して廃止された[1][2]。旧村域は大字なしの地域となり、中真玉は通称地名となる[2]。

## 産業
- 農業、漁業[2]